# Zelotes namaquus
Zelotes namaquus är en spindelart som beskrevs av FitzPatrick 2007. Zelotes namaquus ingår i släktet Zelotes och familjen plattbuksspindlar. Inga underarter finns listade i Catalogue of Life.